# Ťažký štít
Der Ťažký štít (älter Český štít; polnisch Ciężki Szczyt, deutsch Martin-Róth-Spitze, ungarisch Róth Márton-csúcs) ist ein 2520 m n.m. hoher Berg im Bergmassiv der Vysoká (deutsch Tatraspitze). Der Berg liegt auf dem Hauptkamm der Tatra und ist von der südöstlich gelegenen Vysoká durch die Scharte Štrbina pod Ťažkým štítom, vom Grenzberg Rysy durch den Sattel Váha getrennt.
Der Name des Bergs ist vom Namen des Tals Ťažká dolina übernommen und bedeutet sinngemäß „Schwierige Spitze“. Die ältere Bezeichnung Český štít ist durch fehlerhafte Übersetzung des goralischen/polnischen Begriffs cieźki (schwierig) und Verwechslung mit dem Wort czeski (böhmisch) entstanden. Mit dem Wort cieźki sollte der anstrengende Weg zum Tal ausgedrückt werden. Der preußische Geograf und Generalmajor Albrecht von Sydow publizierte im Werk Bemerkungen auf einer Reise im Jahre 1827 durch die Beskiden über Krakau und Wieliczka nach den Central-Karpathen (Berlin 1830) die Bezeichnung Böhmischer See für den Gebirgssee Ťažké pleso (früher entsprechend České pleso genannt) und in einer angehängten Karte erschien zudem die Bezeichnung Böhmisches Tal. Von dort verbreitete sich die fehlerhafte Bezeichnung in andere Werke. 2006 legte das Slowakische Geodäsie-, Kartografie- und Katastralamt die Bezeichnung Ťažký štít anstelle von Český štít (mit sinngemäßen Änderungen in verwandten geografischen Objekten) fest.
1888 wurde im deutschen und ungarischen der Bergname zu Ehren von Martin Róth, einem Mitglied im Ungarischen Karpathenverein, in Martin-Róth-Spitze geändert.